# دانيال فورنير
دانيال فورنير (بالإنجليزية: Danielle Fournier)‏ (1 أكتوبر 1955، مونتريال في كندا)؛ شاعرة، كاتِبة وروائية كندية.